# أشكال الصيدائيات
أشكال الصيدائيات أو أشكال أسماك الصيدائيات (الاسم العلمي: Callionymiformes)، رتبة أسماك من الأسماك الأعظمية التي تحتوي على فصيلتين ، أسماك الصيداء وأسماك التنينيات. في بعض التصنيفات ، تشكل هذه الفصائل رتيبة أسماك الصيداءاوات للتجمع الأوسع المعروفة باسم الفرخيات، اعترف نيلسون (2016) بالرتبة لكن الباحثون اللاحقين اقترحوا أنه إذا تم الأعتراف بأشكال الصيدائيات كرتبة، فسيتم تقديم رتبة زماريات البحر بوصفها شبه عرق وتضمين أسماك الصيداءاوات (Callionmyoidei) ضمن هذا التصنيف.

## الفصائل
الفصيلتان اللتان وضعتا تحت أشكال الصيدائيات حسب نيلسون (2016) هما
- أسماك الصيداء شارل لوسيان بونابرت, 1831 (dragonets)
- أسماك التنينيات ديفيد ستار جوردن & هنري ويد فاولر, 1903 (slope dragonets)